# Lucius Valerius Catullus Messalinus
Lucius Valerius Catullus Messalinus (* um 35; † vor 97) war ein römischer Senator und Militär. Er war zweimal Konsul.

## Leben
Aus vornehmer Familie stammend, war er der Sohn des pontifex Lucius Valerius Catullus und der Statilia Messalina. Nicht identisch ist er nach Hannah M. Cotton und Werner Eck mit dem von Flavius Josephus kritisierten Prokonsul von Kreta und Kyrene. Ab dem 1. Januar 73 war er zusammen mit Domitian consul ordinarius. Stephen Rutledge hält das für eine besondere Auszeichnung, da zwischen 70 und 81 die meisten ordentlichen Konsulate von Vespasian und seinen Söhnen besetzt wurden. Wie lange sie amtierten, ist nicht klar.
Valerius Catullus Messalinus gehörte schon unter Vespasian und dann erst recht während Domitians Regierungszeit zu den einflussreichsten Senatoren. Er zählte nach Juvenal zum consilium (Hofrat) des Domitian, nach Plinius dem Jüngeren zum Kreis der engsten Berater und stand nach Tacitus in dem Ruf, ein delator („Denunziant“) zu sein. März und April 85 wiederholte er sein Konsulat, diesmal als Suffektkonsul zusammen mit Gaius Rutilius Gallicus. Eine Tätigkeit als Prokonsul in Africa kann nicht sicher belegt werden.

## Nachleben und Urteile
Lucius Valerius Catullus Messalinus war schon seinen Zeitgenossen verhasst – verdient, wie Ronald Syme findet. Er galt als ein berüchtigter Denunziant unter Kaiser Domitian und erblindete im Alter. Nach seinem und Domitians Tod wurde er von Plinius und Juvenal scharf angegriffen. Bestandteil der Kritik war seine Blindheit. Dass ein körperliches Gebrechen von der Kritik instrumentalisiert wird, ist in der römischen Literatur ungewöhnlich. Johannes Stahl erklärt es aus dem Hass, den er durch sein Verhalten während der Autokratie des Domitian auf sich zog.